# 관남 지방
관남 지방(關南地方)은 함경북도와 함경남도의 남쪽을 말한다. 함경도의 남쪽 지방을 의미하기도 한다.

## 같이 보기
- 팔도
- 조선민주주의인민공화국의 지리